# Santa Marina del Rey
Santa Marina del Rey település Spanyolországban, León tartományban. Lakosainak száma 1745 fő (2024).

## Földrajza
Santa Marina del Rey Villadangos del Páramo, Bustillo del Páramo, Hospital de Órbigo, Villares de Órbigo, Benavides, Turcia és Cimanes del Tejar községekkel határos.

## Népesség
A település lakosságának változását az alábbi diagram mutatja:
| Lakosok száma | 2552 | 2350 | 2237 | 2181 | 2103 | 2043 | 1959 | 1916 | 1801 | 1745 |
|               | 2001 | 2004 | 2007 | 2009 | 2012 | 2014 | 2017 | 2019 | 2022 | 2024 |